# باشگاه فوتبال سوسنسه
باشگاه فوتبال سوسنسه (مخفف UD Sousense) یک باشگاه فوتبال پرتغالی است که در فوز دو سوسا، گوندومار در ناحیه پورتو واقع شده است.
سوسنسه در حال حاضر در کامپیوناتو پرتغال بازی می‌کند که رده سوم فوتبال پرتغال است. این باشگاه در ۱ دسامبر ۱۹۳۷ تأسیس شد و آنها مسابقات خانگی خود را در استادیوم ۱ دسامبر در فوز دو سوزا گوندومار برگزار می‌کنند. این ورزشگاه گنجایش ۲۰۰۰ تماشاگر را دارد. سوسنس در ۷۰ سال اول حضورش در لیگ‌های منطقه‌ای پورتو بازی کرد. در فصل ۲۰۰۹–۲۰۱۰، این باشگاه قهرمان شد و بدین ترتیب برای اولین بار به سطح چهارم صعود کرد.